# وارنر چپل میوزیک
وارنر چپل میوزیک (انگلیسی: Warner Chappell Music) یک شرکت انتشارات موسیقی آمریکایی و بخشی از گروه موسیقی وارنر است. کاتالوگ وارنر چپل میوزیک متشکل از بیش از یک میلیون آهنگسازی و ۶۵٬۰۰۰
آهنگساز با دفاتر در بیش از ۴۰ کشور است.